# Bradornis microrhynchus
Bradornis microrhynchus é uma espécie de ave da família Muscicapidae.
Pode ser encontrada nos seguintes países: Etiópia, Quénia, Somália, Sudão, Tanzânia e Uganda.
Os seus habitats naturais são: savanas áridas e matagal árido tropical ou subtropical.